# Könsneutralt språk
Ett könsneutralt språk kännetecknas av ett språkbruk som undviker könsspecifika eller på annat sätt könsmässigt värdeladdade begrepp och formuleringar. Det kan användas för att referera till personer utan att förutsätta att de är av ett specifikt kön. Ett exempel är de fall där definitionen av personen är abstrakt eller hypotetisk, så att könet inte egentligen kan bestämmas, men där sociala normer ofta påverkar språkanvändarens antaganden om vilket kön personen förmodas ha. Ett av de mest omtalade sätten att könsneutralisera språket är att använda könsneutrala pronomen istället för könsspecifika pronomen.
Begreppet förekommer inte sällan i samband med den övergripande genusdebatten i Sverige där ett könsneutralt språkbruk lyfts fram som ett sätt att bryta normer och könsstereotypa mönster i samhället. En av de mest inflytelserika böckerna på ämnet är ”Man made language” av Dale Spender från 1980.

## Bakgrund
Förmodligen har det gjorts språklig distinktion mellan kvinnor och män så länge språket har funnits. Det finns inget land som inte har ord för man och kvinna, men några språk (finska, turkiska, persiska, kinesiska och swahili), använder inte hon och han utan använder sig av könsneutrala pronomen.
Länder delas upp i tre kategorier när det handlar om användandet av manligt/kvinnligt i språket:
1. de som benämner de flesta objekt som feminina eller maskulina
2. de som skiljer kön åt genom att använda pronomen men inte för benämningen av substantiv
3. de som inte nämner kön alls, utan har ett gemensamt ord för både hon och han[2]

De språkliga skillnaderna i användandet av kön i olika länder antas kunna påverka sexistiska attityder, specifikt i de länder där nästintill allt tituleras som maskulinum eller femininum. Sverige tillhör den kategori där kön skiljs åt genom pronomen.
1975 var första gången frågan om könsneutralt språkbruk kom upp i Sveriges riksdag, i samband med en utredning om tystnadsplikten. I ett särskilt avsnitt behandlades utförligt könsneutral utformning av lagtext och där utgår man från att det är ett dilemma att använda han som generiskt pronomen. Avsnittet avslutas med förslag som kommittén inser kan ha vissa brister men som man ”i avvaktan på att man finner en helt tillfredsställande lösning” ändå får godta. 1994 och 1997 lämnades motioner till riksdagen, där riktlinjer för icke-diskriminerande språkbruk efterlystes. Båda gångerna hänvisade motionären till utländsk praxis och direktiv från Europarådet om anti-sexistiskt språkbruk. Motionerna avslogs båda gångerna med hänvisning till 1979 års PM, som ansågs som fullt tillräckligt och frågan förklarades slutbehandlad.

## Personbeteckning
Ord i svenskan med slutledet man såsom riksdagsman, vetenskapsman, talesman, idrottsman kritiserats och alternativ som riksdagsledamot, forskare, taleskvinna eller språkrör, idrottskvinna eller idrottare föreslagits. Dels har bruket av yrkestitlar med feminina ändelser såsom skådespelerska, författarinna, lärarinna har minskat, trots att antalet yrkesarbetande kvinnor har ökat. Att använda två ändelser, en manlig och en kvinnlig, på denna sorts ord skulle dock leda till en tydligare särskiljning och inte till ett mer könsneutralt språk. 

## Generiskt han
Generisk användning av pronomenet han, alltså syftning på en person oavsett kön. Den svenska språkvetaren Esaias Tegnér d.y. förklarade 1892 det generiska, det vill säga allmänsyftande, bruket av han i religiösa texter och lagböcker med att maskulinum är det starkare könet, i språket såväl som i livet. Därför kan det tillåtas tala för båda könen.
Kritiker hävdar att detta generiska bruk av han faktiskt är diskriminerande, eftersom män alltid kan vara säkra på att vara avsedda eller tilltalade, medan kvinnor först måste genomföra ett slags inre översättningsarbete för att vara säkra på att vara inkluderade.

## Metoder
Här ges exempel på hur meningen "En kirurg bör inte operera personer som han är släkt med." kan skrivas om med några olika metoder:
- Dubblering med eller - "En kirurg bör inte operera personer som han eller hon är släkt med."
- Flertal - "Kirurger bör inte operera personer som de är släkt med."
- Överanvända substantivet - "En kirurg bör inte operera personer som kirurgen är släkt med."
- En-som, den-som - "En kirurg som är släkt med patienten bör inte operera."
- Substantivera - "En kirurg bör inte behandla släktingar i operationer."
- Passivera - "En kirurg bör inte behandla släktingar när operationer genomförs"
- Vederbörande - "En kirurg bör inte operera personer som vederbörande är släkt med."
- Hen - "En kirurg bör inte operera personer som hen är släkt med."

## Inklusivt språk
I den kyrkliga debatten talas om inklusivt språk.  Förespråkarna för inklusivt språk vill bland annat tona ned Bibelns androcentrerade formuleringar.